# Villars-Colmars
Villars-Colmars é uma comuna francesa na região administrativa da Provença-Alpes-Costa Azul, no departamento dos Alpes da Alta Provença. Estende-se por uma área de 40,59 km². Em 2010 a comuna tinha 253 habitantes (densidade: 6,2 hab./km²).